# Lo Chailar de l'Avesque
Lo Chailar de l'Avesque (en francès Cheylard-l'Évêque) és un municipi francès situat al departament del Losera i a la regió d'Occitània.